# Maxime Nicolle
Pour les articles homonymes, voir Nicolle.
 (février 2024).
Maxime Nicolle, né en 1987 à Limoges, est une figure du mouvement des Gilets jaunes, mouvement qui a débuté en novembre 2018.

## Biographie

### Situation personnelle
Fils aîné d'une famille de cinq enfants, il est né en 1987 à Limoges,. Il est titulaire d'un CAP en maintenance aéronautique.
À l'âge de dix-huit ans, il s'engage dans l'armée, où il sert dans l'infanterie, puis dans le 517e régiment du train. Sa petite-amie désirant qu'il quitte l'armée, il réussit à se faire réformer pour motifs psychiatriques.
Il est sans emploi début 2019, alors qu'il exerçait habituellement la profession de chauffeur via des missions intérimaires, puis est employé par QG, webTV créée par Aude Lancelin, ancienne directrice adjointe de L'Obs et soutien de Jean-Luc Mélenchon lors de l'élection présidentielle de 2017.
Sur les réseaux sociaux, il utilise le pseudonyme « Fly Rider », qu'il a choisi en référence à ses passions pour l'aéronautique et la pratique de la moto.

### Mouvement des Gilets jaunes
Maxime Nicolle occupe un rôle important dans le lancement de la contestation via les vidéos qu'il diffuse sur les réseaux sociaux. Son groupe Facebook « Fly Rider Infos Blocage » réunissait plus de 174 000 abonnés au début décembre 2018. Il échange régulièrement dans ses vidéos avec Éric Drouet et mène des actions coordonnées avec Priscillia Ludosky, deux autres figures du mouvement.
Le 26 novembre 2018, il fait partie des huit porte-paroles nommés pour représenter le mouvement des Gilets jaunes.

#### Orientation politique
Deux enquêtes, de la Fondation Jean-Jaurès et de L'Obs, qui ont analysé les interactions publiques de Maxime Nicolle sur Facebook, montrent que ce dernier présente des comportements similaires aux sympathisants du Front national, notamment entre 2015 et 2018. Maxime Nicolle, après le début du mouvement des Gilets jaunes, fait un mea-culpa à ce sujet : « On peut tous se tromper [...] Je n'ai pas, d'ailleurs, liké que du FN dans le passé et ça ne veut pas dire que je cautionne leur connerie haineuse »,,. Maxime Nicolle se définit comme apolitique, apartisan, anti-Macron, et antisystème. En 2019, il voit les élections européennes comme une occasion de sanctionner Emmanuel Macron,,.
Il souhaite que le mouvement des Gilets jaunes reste apolitique, ne présente pas de listes aux élections européennes de 2019, et ne soit pas récupéré par la classe politique. Il désire remplacer le gouvernement, le Sénat et l'Assemblée nationale par une « Assemblée populaire, où chaque partie du peuple est représentée »,,.
En juillet 2019, il participe avec d'autres Gilets jaunes à la marche pour Adama à Beaumont-sur-Oise, où il prend la parole en fin de manifestation pour déclarer à propos de l’usage de la force perçu comme excessif dans les opérations de maintien de l'ordre public dans certaines villes de banlieue : « Je m’excuse, parce que depuis des années vous vivez des choses qu’on vit depuis huit mois. Pardon de ne pas avoir entendu. »

#### Complotisme
Souvent présenté par des médias comme adhérant à des théories complotistes et les relayant dans ses communications, Maxime Nicolle évoque notamment, le 3 décembre 2018, la rumeur selon laquelle la signature du pacte de Marrakech par le président Emmanuel Macron reviendrait « à vendre la France à l'ONU et à accepter l'arrivée de 480 millions d'immigrés en Europe ». Il s'en défend, déclarant : « Les complotistes, pour moi, ce sont des gens qui affabulent. Moi, ce que je dis a été vu et filmé ». Mais il admet ne pas faire confiance « aux médias mainstream », et se fier « à ce que les gens disent » dans les groupes Facebook. Pourtant, France Info analyse le « nombre conséquent de fausses informations ou de rumeurs invérifiables » que Maxime Nicolle relaye — l'infox sur le pacte de Marrakech étant considérée par France Info comme l'une des « plus fantaisistes qui circule avec persistance dans les groupes Facebook de Gilets jaunes ».
Dans une vidéo de décembre 2018, Maxime Nicolle affirme avoir consulté les documents d'un certain « Monsieur X » qui prouveraient l’existence d’un « lobby des lobbys » capable de déclencher « la guerre nucléaire ». Le 6 décembre, il organise une réunion avec « Monsieur X » et quelques gilets jaunes, filmée en « Facebook live » de deux heures, et qui, selon Le Parisien, est « émaillée de multiples théories farfelues ». La conférence est qualifiée par la presse d'« étrange », « délirante », « chaotique », « étonnante », « hallucinante », « mauvaise blague ».
Dans une vidéo diffusée en février 2019, il s'en prend aux francs-maçons qu'il accuse de comploter, ajoutant qu'Emmanuel Macron serait un pion élevé à son poste par « les lobbies, et tous les petits copains qu'il a dans la franc-maçonnerie ». Ce discours est toutefois loin de recueillir l'assentiment d'une majorité de Gilets jaunes.
Dans le contexte de la pandémie de Covid-19, il affirme l'incapacité du masque à entraver le virus, donnant pour preuve que la fumée de cigarette passe à travers.
Le 24 mars 2019 il relaie dans une vidéo postée sur Facebook une rumeur selon laquelle des Roms tenteraient d’enlever des enfants, rumeur fausse puisque la police explique rapidement qu'aucun enlèvement n'a été signalé, mais qui déclenche néanmoins une poussée de violence contre des Roms « avec de véritables scènes de lynchage ».

#### Suites
Le 27 février 2019, Maxime Nicolle déclare qu'il a « hâte de retourner à [s]a vie de simple citoyen ». Le 30 mars 2019 à l'acte XX des Gilets jaunes, il est verbalisé « pour participation à une manifestation interdite » à Rennes.
Lors des célébrations du 14 juillet 2019, il est placé en garde à vue, avec Jérôme Rodrigues, pour « organisation d'une manifestation illicite » lors du début du défilé militaire, aux abords des Champs-Élysées.
En juin 2019, il soutient la création de la web-télé QG, lancée par la journaliste Aude Lancelin, puis en intègre, en septembre 2019, l'émission Quartier jaune,. Il travaille comme chroniqueur et reporter. À cette occasion, il signale que ses revenus étaient de 500 euros avant son embauche et seront de 1 000 euros chez QG, et qu'il sera donc en situation de demander une carte de presse au bout de trois mois. Cette annonce provoque des remous sur Twitter, Maxime Nicolle étant accusé de produire des analyses légères et d'avoir diffusé de fausses informations lui ayant valu d'être brocardé par les services de presse de vérification de faits.

## Affaires Judiciaires
En 2012, il est condamné pour menaces de mort, séquestration et violences à huit mois de prison, dont cinq mois avec sursis. Les trois mois restants sont transformés en travaux d'intérêt général. Au sujet de son délit, il déclare : « J'ai pété un plomb, j'étais alcoolisé, c'était compliqué avec la mère de ma fille à l'époque. Mais ce n'est pas envers elle qu'il y a eu des violences. J'ai tout admis à l'audience. ».

## Vie privée
En 2019, il vit à Léhon (Dinan, Côtes-d'Armor), avec sa compagne et sa fille.

## Publications
- Maxime Nicolle et Mariel Primois-Bizot (préf. Juan Branco), Fly rider, gilet jaune, Au diable vauvert, 2019 (ISBN 979-1-0307-0280-4, présentation en ligne)